# Daniel Pink

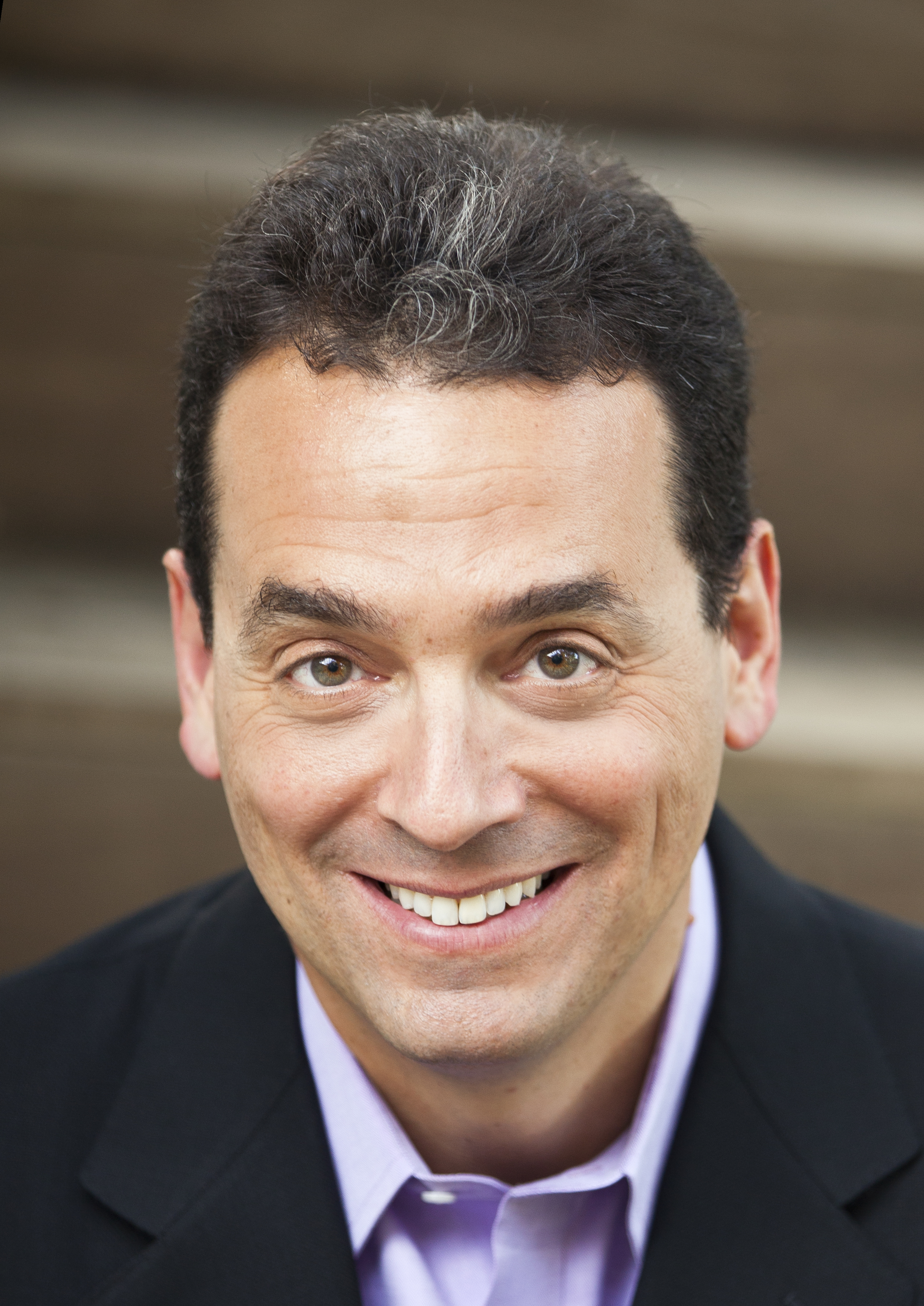
Daniel H. Pink

Daniel H. Pink (nascido em 1964) é um autor de livros sobre trabalho, gestão, e ciência comportamental. Quatro são do New York Times best-sellers: Quando: Os Segredos Científicos do Timing Perfeito, Saber Vender é da Natureza Humana: A Verdade Surpreendente Sobre a Movimentação de Outros, Drive: A Surpreendente Verdade Sobre o Que Nos Motiva, e Uma Nova Mente: Por que os Right-Brainers Vão Governar o Futuro.
Ele foi o anfitrião e co-produtor executivo da série de ciências sociais da National Geographic Channel, em 2014-2015, chamada Crowd Control.

## Início da vida e carreira
Pink cresceu na pequena cidade suburbana de Bexley, Ohio, fora de Colombo, e formou-se a partir da Bexley High School , em 1982. Ele recebeu seu B. A. da Northwestern University, onde ele foi eleito para a Phi Beta Kappa. Ele também foi chamado de Truman Estudioso. em seguida, Ele recebeu seu J. D. da Yale Law School , em 1991, onde foi Editor-Chefe da Yale Law & Policy Review.
Com a decisão de não praticar o direito, Pink ocupou diversos cargos na política e na economia política. Ele atuou como assessor do Secretário do Trabalho Robert Reich e, de 1995 a 1997, ele foi chefe de discursos para o Vice-Presidente Al Gore. Em 1997, ele largou seu emprego para empreender, uma experiência que ele descreve em 1998, em uma artigo para a Fast Company, o Free Agent Nation que se tornou a base de seu primeiro livro.
Em 2018, Pink começou a co-curadoria de Next Big Idea Club com Susan Cain, Malcolm Gladwell e Adam Grant, com foco em livros sobre psicologia, negócios, felicidade e produtividade.

## Prêmios
- Em 2013, o Pratt Institute, premiou Pink com doutorado (honorário).[12]
- Em 2015, Thinkers50 nomeou Pink como um dos 10 mais influentes pensadores da administração no mundo.[13]
- Em 2016, a Universidade de Georgetown premiou Pink como Doutor (honorário)  em Letras licenciatura.[14]

### Livros
- Free Agent Nation: The Future of Working for Yourself. [S.l.: s.n.] ISBN 978-0-446-67879-7
- A Whole New Mind: Why Right-Brainers Will Rule the Future. [S.l.: s.n.] ISBN 978-1-59448-171-0
- The Adventures of Johnny Bunko: The Last Career Guide You'll Ever Need. [S.l.: s.n.] ISBN 978-1-59448-291-5
- Drive: The Surprising Truth About What Motivates Us. [S.l.: s.n.] ISBN 978-1-59448-884-9
- To Sell is Human: The Surprising Truth About Moving Others. [S.l.: s.n.] ISBN 978-1-59448-715-6
- When: The Scientific Secrets of Perfect Timing. [S.l.: s.n.] ISBN 978-0-73521-062-2[15]